# 得川氏
- 得川氏
- 得河氏
- 徳川氏
- 徳河氏

得川氏（えがわし、とくがわし）は、平安時代末から鎌倉時代初め頃の上野国の豪族。清和源氏新田氏の一族。新田義重の四男・義季とその子である得川頼有（下野守、下野四郎太郎）を祖とする。新田荘得川郷（現在の群馬県太田市徳川町）を本貫とした。書によっては得河・徳河・徳川とも表記される。
「得川」は本来は「えがわ」と読んでいたが、後に「とくがわ」と読むようになる。同族の世良田氏とは、始祖の義季の名乗りの関係から系譜上の位置づけに諸説ある。

## 概要
義重の子義季が、得川郷の領主となり得川四郎と称したことに始まる。義季は新田郡世良田郷を父義重から譲られ、世良田郷もあわせて治めた。ただし、義季の得川四郎という名は系図にしかなく、『長楽寺文書』では「新田次郎」であり、また得川ではなく世良田義季と称していたとする説などもあって、得川と本当に名乗ったかはっきりしない。
義季の後は、得川郷は義季の長子頼有が継承し、得川四郎太郎と称した。一方、次子頼氏が世良田郷を継承して世良田氏の開祖となった。このため、得川義季表記の系譜では、世良田氏は得川氏から分かれた格好になり、世良田義季説では得川頼有が得川氏祖となって、得川氏は世良田氏から分立したことになる。
しかし、頼有は外孫（娘の子）で養子でもある岩松政経（岩松氏）に得川郷を含む所領を譲り、これにより得川郷領主の得川氏は消滅した。その後の得川氏については詳らかではないが、系譜類には頼有の子として頼泰という人物がみえる。
なお、頼泰の子の頼尚、孫の尚氏（頼氏）の代までの名が記されている系譜が見られる。しかし、それぞれの系譜によって大きく異同しており疑問視されている。以後、頼有が下野守であったことから伝えられている「下野」の通称は岩松氏に継承されていった。

## 後裔
戦国時代に常陸国の佐竹氏に仕えた徳川氏は、世良田義季（得川義季）の後裔と称した。『新編常陸国志』によると、弘治3年（1557年）3月に部垂村の甲神社に奉納された幡には、佐竹義昭の家臣として徳川左京亮（大身）、徳川内匠亮、徳川右京亮が見える。佐竹氏や同族の江田氏の記録では徳川伊豆守宗泰が三河国から移住し佐竹義宣に仕えたとするが、『新編常陸国志』の作者である中山信名は「非なり」としている。常陸徳川氏は江戸時代に至って主君佐竹氏に従い出羽に移り、秋田藩に仕える。この徳川氏は水戸徳川家とは別系統の「徳川氏」として堂々と通した。
また、室町時代の因幡邑美郡（鳥取県岩美郡の一部）にも徳川氏がいた。これも新田氏流とされ、義季の玄孫にあたり、北朝方の世良田義政（上総国守護）の系統とする。後に森本氏と称したとされる（家老の森本将監などが出る）。
なお、のちに三河国に興った松平氏は、松平清康のとき、世良田氏の後裔だと源氏を称する。清康の孫である家康は、三河守任官を朝廷に働きかけて正親町天皇に「世良田源氏の三河守任官は前例が無い」との理由で拒否された。そのため近衛前久に対処を依頼し、世良田氏で、世良田義季（得川義季）の末裔ではあるが、世良田頼氏の嫡男と弟から、源氏から藤原氏支流へ分流したと称して得川氏の末裔として字を変え「徳川」への改姓と藤原氏への本姓変更ともに従五位下三河守に叙任された（近衛家文書）。30数年後に関ヶ原の戦いの勝利後、慶長年間に吉良家の系図を借用し細工して源氏に戻し、徳川氏は世良田氏直系の源姓で得川氏を復活した氏族であるということにして、家康は征夷大将軍に就任した。